# ليلة يوم شاق (أغنية)
ليلة يوم شاق (بالإنجليزية: A Hard Day's Night)‏ أغنية لفريق الروك البريطاني البيتلز، كتب كلماتها ووضع لحنها «جون لينون»، بالرغم من ادعاء الفريق ان الأغنية كتبها ولحنها لينون ومكارتني، كما حدث مع كل أغانيهم السابقة. صدرت الأغنية عام 1964 في أول فيلم سينمائي للفريق والذي يحمل نفس العنوان، كما صدرت كأغنية منفردة، واحتلت قمة قوائم أفضل الأغاني في المملكة المتحدة والولايات المتحدة، بالإضافة إلى صدورها في افتتاحية الألبومات الأمريكية والبريطانية التي تحمل نفس العنوان، والتي احتلت المركز الأول على القوائم بكل منها لمدة أسبوعين في أغسطس 1964، وهي المرة الأولى التي ينجز فيها أي فنان هذا العمل الفذ.

## خلفية الأغنية
نشأ عنوان الأغنية من شيء قاله رينجو ستار، عازف الطبول لفريق البيتلز، حيث قال ستار في مقابلة مع منسق الأغاني ديف هال في عام 1964: «ذهبنا للقيام بعمل، وعملنا طوال اليوم، لقد كان يومًا صعبًا... ونظرت حولي ورأيت الظلام قد حل، فقلت: إنه الليل... لذلك أتينا إلى جملة ليلة يوماً شاقاً».
كانت مقولة رينجو ستار مصدر إلهام لعنوان الفيلم، والذي بدوره ألهم تكوين الأغنية، ووفقا للينون في مقابلة عام 1980 مع مجلة بلاي بوي: «كنت ذاهبًا إلى المنزل في السيارة واقترح ديك ليستر، مخرج الفيلم، العنوان،» ليلة يوماً شاقاً«من شيء قاله رينجو، كانت ملاحظة غير متوقعة من رينجو، وقال ديك ليستر، سنستخدم هذا العنوان».

## كتابة الأغنية
وضع لينون الأغنية في ليلة واحدة، وقدمها للفريق في صباح اليوم التالي للتعليق. كما وصف في مقابلة مع مجلة بلاي بوي: «في صباح اليوم التالي أحضرت الأغنية... لأن هناك منافسة صغيرة كانت بيني وبين بول حول من تكون أغنيته على الجانب الأول من الأسطوانة، ومن تكون أغنيته في أعلى المراكز في قوائم الأغاني. إذا لاحظت، في الفترة الأولى من تاريخ فريقنا، كانت معظم الأغاني المنفردة، كانت من أعماله... في الفترة المبكرة كنت أتحكم في الفريق... والسبب الذي جعل بول يغنى معي في هذه الأغنية، هو أني لم أكن أستطيع الوصول لطبقة الصوت في بعض أجزاء الأغنية».

## طاقم العزف والتسجيل
- جورج هاريسون: جيتار رئيسي كهربائي ريكنبيكر ذو 12 وتر.
- جون لينون: جيتار جيبسون ذو 6 أوتار، وجيتار إيقاع صوتي.
- بول مكارتني: جيتار باس كهربائي هوفنر.
- جورج مارتن: (منتج الفريق) بيانو شتاينواي الكبير.
- رينجو ستار: طبول، وصنج، وبونجز، وكاوبل.[6]

## استقبال الأغنية
كتب توم إيونج على موقع بيتشفورك Pitchfork: «ليلة يوماً شاقاً هي نقطة انعطاف حاسمة في مسيرة فريق البيتلز. بالتزامن مع مغادرتهم ليفربول والانتقال إلى لندن، كان من الممكن أن تكون هذه الخطوة الأولى بسهولة على طريق القدرة على التنبؤ بكيفية إرضاء الجماهير».
كتب موقع فيفتي ثيرد 50third and 3rd: «لحظة خاصة من الزمن عندما أصبحوا سادة بلا منازع في مجال كتابة الأغاني في موسيقى البوب روك... قدمت أفضل مظهر للفرقة وأكثرها تطورًا في سنواتهم الأولى... هذا تناغم سحري... يتمتع لينون بصوت رائع بشكل استثنائي، ولكن يمكننا أن نشكر نجومنا المحظوظين لأنه لم يتمكن من الغناء في المنتصف، وتولى بول الغناء. يعمل التحول الصوتي على زيادة الإثارة في أغنية تنفجر بالفعل بالحيوية... انها عبارة عن دقيقتين وثلاث وثلاثين ثانية من الأدرينالين الموسيقي الخالص».
كتب موقع سونج فاكتس: "سجل البيتلز هذه في تسع لقطات يوم الخميس 16 أبريل 1964. تمت كتابتها وتسجيلها في أكثر من 24 ساعة بقليل، حيث كان لا بد من القيام بذلك بسرعة لأنه تم تغيير اسم الفيلم من "جنون البيتلز Beatlemania" إلى "ليلة يوماً قاسياً".
كتب موقع بول مكارتني بروجكت: "بدأت الأغنية الظهور على القوائم الأمريكية بعد خمسة أيام من الإصدار، وفي 1 أغسطس بدأت مسيرة لمدة أسبوعين في القمة، مسجلة رقمًا قياسيًا جديدًا، حيث لم يكن أحد من قبل قد شغل المركز الأول على كل من قوائم الألبومات وقوائم الأغاني المنفردة في المملكة المتحدة والولايات المتحدة في نفس الوقت. كان فريق البيتلز أول من فعل ذلك، واستمر في كونه الوحيد الذي فعل ذلك حتى عام 1970 عندما حقق سايمون وغارفانكل نفس الإنجاز مع ألبومهم "كوبري فوق المياه المضطربة Bridge over Troubled Water".

## الأغنية على القوائم حول العالم
احتلت الأغنية المركز الأول في: أستراليا – كندا – ايرلندا – هولندا – نيوزيلندا – النرويج – جنوب أفريقيا – السويد – بريطانيا – الولايات المتحدة.
منحتها رابطة صناعة التسجيلات الأمريكية جائزة الأسطوانة الذهبية لتخطي مبيعاتها أكثر من مليون نسخة.

## كلمات الأغنية
إنها ليلة يومٍ شاق It's been a hard day's night
كنت أعمل كالكلب And I've been working like a dog
إنها ليلة يوم شاق It's been a hard day's night
يجب أن أنام مثل جذوع الأشجار I should be sleeping like a log
لكن عندما أعود إلى البيت But when I get home to you
أجد الأشياء التي تفعليها I find the things that you do
مما يجعلني أشعر بخير Will make me feel alright
تعلم أنني أعمل طوال اليوم You know I work all day
لآتيك بالمال لشراء حاجياتك To get you money to buy you things
ويستحق الأمر مجرد سماعك تقول And it's worth it just to hear you say
أنك ستعطيني كل شيء You're gonna give me everything
ما الذي يجعلني أشتكي في هذه الدنيا So why on earth should I moan
لأنني عندما أجدك بمفردك Cause when I get you alone'
أنت تعلم أنني سأكون بخير You know I feel okay
عندما أكون في البيت، يبدو أن كل شيء على ما يرام When I'm home, everything seems to be right
عندما أكون في البيت أشعر أنك تضميني بقوة When I'm home feeling you holding me tight

## وصلات خارجية
http://www.johnlennon.com/ ليلة يوماً شاقاً (أغنية)
https://www.songfacts.com/facts/the-beatles/a-hard-days-night ليلة يوماً شاقاً (أغنية)
http://www.icce.rug.nl/~soundscapes/DATABASES/AWP/ahdn.shtml ليلة يوماً شاقاً (أغنية)
https://www.youtube.com/watch?v=AMSiHdrHl0g ليلة يوماً شاقاً (أغنية)